# Jim Hall (gitarzysta)
Jim Hall, właśc. James Stanley Hall (ur. 4 grudnia 1930 w Buffalo, zm. 10 grudnia 2013 w Nowym Jorku) – amerykański gitarzysta jazzowy. Laureat NEA Jazz Masters Award 2004.

## Życiorys
Wychowany w rodzinie muzyków, w wieku 10. lat rozpoczął naukę gry na gitarze. Mając lat 13 grał już w Cleveland w zespole jazzowym. Uczęszczał do Cleveland Institute of Music i studiował grę na gitarze klasycznej w Los Angeles u Vincente Gomeza. Pozostawał wówczas pod wpływem muzyki Django Reinhardta. W latach 50. występował w różnych grupach (Chico Hamilton Quintet, 1955-1956; Jimmy Giuffre Three, 1956-1959) oraz jako muzyk studyjny. Nagrał wówczas m.in. album z Billem Evansem. Dzięki występom z Ellą Fitzgerald (1960-1961) w Ameryce Południowej poznał bossa novę. Na początku lat 60. podjął współpracę z Sonnym Rollinsem (1961-1962). Pod koniec lat 60. nagrywał z Gerrym Mulliganem, Quincym Jonesem i Herbiem Hancockiem. W latach 70. nagrywał między innymi z Ornette’em Colemanem, czy w duecie z basistą Ronem Carterem. Nagrał też płyty z takimi muzykami, jak Michel Petrucciani, Mike Stern i Pat Metheny.

## Wybrana dyskografia
- 1957 Jazz Guitar
- 1959 Seven Pieces (z Jimmym Giuffre’em)
- 1960 Good Friday
- 1962 Undercurrent (z Billem Evansem)

The Bridge (z Sonnym Rollinsem)
- 1963 Live at the Half Note (z Artem Farmerem)
- 1964 Glad to Be Unhappy
- 1966 Intermodulation
- 1969 It's Nice to Be with You
- 1971 Where Would I Be?
- 1972 Alone Together (z Ronem Carterem)
- 1975 Concierto (z Paulem Desmondem)

Jim Hall Live!
Commitment
- 1976 Jim Hall Live in Tokyo
- 1978 Jim Hall and Red Mitchell
- 1979 Live at the North Sea Jazz Festival (z Bobem Brookmeyerem)
- 1981 Circles
- 1981 It's a Breeze (z Itzhakiem Perlmanem i Andrè Previnem)
- 1982 First Edition
- 1984 Telephone (z Ronem Carterem)
- 1986 Jim Hall's Three
- 1987 Power of Three (z Michelem Petruccianim i Wayne'em Shorterem)
- 1988 These Roots
- 1989 All Across the City
- 1991 Live at Town Hall
- 1992 Youkali

Subsequently
- 1993 Live at Village West

Something Special
- 1994 Dedications & Inspirations
- 1996 Dialogues
- 1997 Textures
- 1998 Live at the Village Vanguard

By Arrangement
- 1999 Jim Hall & Pat Metheny

Jim Hall
- 2000 Grand Slam: Live at the Regattabar, Cambridge Massachusetts

Ballad Essentials
- 2001 Jim Hall & Basses
- 2002 Live in Tokyo
- 2004 Magic Meeting
- 2005 Blues on the Rocks

Duologues (z Enrico Pieranunzim)
Free Association
- 2006 Complete Jazz Guitar

Concierto